# Microdrillia sagamiensis
Microdrillia sagamiensis is een slakkensoort uit de familie van de Borsoniidae. De wetenschappelijke naam van de soort is voor het eerst geldig gepubliceerd in 1971 door Kuroda, Habe & Oyama.